# Чулюпа
Чулюпа (Passiflora maliformis), або, як її ще називають, пасифлора яблукоподібна — багаторічна вічнозелена рослина. Ліана родини пасифлорові (Passifloraceae), близький родич гранаділи (недосвідчена людина може навіть сплутати ці фрукти). Рослина ця декоративна і дає їстівні плоди.
Чулюпа зустрічається як в дикому вигляді, так і вирощується спеціально. На Антильських островах, у Венесуелі вона росте сама по собі, а в Бразилії, Еквадорі і на Ямайці її культивують. А ось на Гаваях чулюпу визнають тільки лише як декоративну рослину.
В їжу використовують сік м'якоті. Як правило, для приготування прохолодних напоїв і коктейлів.

## Опис рослини
У чулюпи деревоподібне стебло, що має вусики, якими рослина чіпляється за опору. Чулюпа може виростати в висоту до 10 м, якщо поруч є відповідна опора, наприклад, високе дерево. Ця рослина має глянцеве овальне листя 6-15 см довжини, іноді вони довгасті, а іноді серцеподібні. Квіти чулюпи дуже красиві і незвичайні: вони довжиною 7-15 см, з великими 3-х рядними приквітками, пелюстки строкаті, всіляких фіолетових, червоних і білих тонів, до того ж ці екзотичні квіти мають сильний приємний аромат. Цвіте чулюпа з початку літа до пізньої осені. Плоди у чулюпи невеликі — близько 5 см в діаметрі, овальної форми. В стиглому вигляді вони мають жовто-коричневий колір. М'якуш у плода соковитий і дуже ароматний. На смак чулюпа солодка, чимось нагадує виноград. Шкірка у плодів тверда, набагато жорсткіша, ніж у інших видів пасифлор.
| Листок дуба | Це незавершена стаття з ботаніки. Ви можете допомогти проєкту, виправивши або дописавши її. |